# Портрет незнакомца
«Портрет незнакомца» — российский художественный фильм режиссёра Сергея Осипьяна. Сценарий вдохновлен произведениями Бориса Вахтина. В съемках была задействована вся труппа и многие сотрудники театра «Мастерская Петра Фоменко». Премьера картины состоялась в сентябре 2021 года на кинофестивале «Кинотавр». Выход в широкий прокат состоялся 1  января 2022 года.

## Сюжет
Действие картины разворачивается в Москве в середине 1970-х. Дела Олега, неудачливого актёра, идут неважно. Последний источник дохода — радиоспектакль, в котором он играет советского шпиона, закрывают. Жена выставляет его из дома. Эти обстоятельства, а также знакомство с живым классиком, выдающимся литератором Николаевым, вовлекают героя в водоворот фантасмагорических событий.

## В ролях
| Актёр               | Роль        |
| ------------------- | ----------- |
| Буторин, Юрий       | Олег        |
| Пирогов, Кирилл     | Николаев    |
| Кутепова, Ксения    | Инна        |
| Тюнина, Галина      | Пересветова |
| Кутепова, Полина    | Тамара      |
| Джабраилова, Мадлен | Нелли       |
| Тюнин, Никита       | Лаврентьев  |
| Миххалёв, Андрей    | Людов       |
| Строкова, Вера      | Леночка     |
| Рудков, Дмитрий     | Панов       |